# Pstrokaczek ukraiński
Pstrokaczek ukraiński (Poecilimon ukrainicus) – gatunek owada prostoskrzydłego zaliczany do długoskrzydlakowych, jeden z mniejszych przedstawicieli rodzaju Poecilimon. Jest blisko spokrewniony z Poecilimon fussi, z którym jest przez niektórych autorów synonimizowany. Obydwa gatunki różnią szczegóły morfologii oraz charakterystyka skomplikowanych pieśni godowych wykonywanych przez samce. Trzecim, podobnym do wymienionych, gatunkiem jest Poecilimon intermedius. 
Pstrokaczek ukraiński został opisany jako odrębny gatunek w 1951 z Ukrainy. Jego występowanie stwierdzono również w Mołdawii i Polsce (na pograniczu Wyżyny Lubelskiej i Roztocza). W Polsce jest gatunkiem bardzo rzadko spotykanym i nielicznym, a także jedynym znanym przedstawicielem rodzaju Poecilimon.
Biologia pstrokaczka jest słabo poznana. Na terenie Polski zaobserwowano pojawianie się larw w maju, a osobników dorosłych na przełomie czerwca i lipca. Jest owadem kserotermicznym, ciepłolubnym, preferującym miejsca nasłonecznione, jak polany, czy skraj lasu.
W Polskiej Czerwonej Księdze Zwierząt zaliczony został do kategorii VU (gatunki wysokiego ryzyka, narażone na wyginięcie).
Wizerunek tego szarańczaka umieszczono na rewersach dwóch srebrnych monetach (o nominale 2 i 10 hrywien) z serii "Flora and Fauna" wprowadzonych do obiegu w 2006 przez Narodowy Bank Ukrainy. Nad sylwetką owada umieszczono napis "ПИЛКОХВІСТ УКРАЇНСЬКИЙ", a pod nią "POECILIMON UKRAINICUS".